# Melanthia fulvomaculata
Melanthia fulvomaculata är en fjärilsart som beskrevs av Franz Dannehl 1933. Melanthia fulvomaculata ingår i släktet Melanthia och familjen mätare. Inga underarter finns listade i Catalogue of Life.